# Fariborz Raisdana
Fariborz Raisdana (Teherán, 19 de enero de 1945-Ibidem., 16 de marzo de 2020) fue un economista, socialista, activista, profesor iraní y miembro de la Asociación de Escritores iraníes.

## Biografía
Raisdana fue arrestado el 21 de marzo de 2012 en Teherán después de criticar el plan de reforma de subsidios iraní en una entrevista con BBC Persian y recibió una sentencia de un año en la prisión de Evin, por una serie de cargos que incluyen "membresía en la Asociación de Escritores, preparación de anuncios sediciosos contra el régimen, dando entrevistas a la BBC y VOA, y acusando a la República Islámica de abusar de prisioneros y llevar a cabo juicios". Individuos y asociaciones como la Asociación de Escritores Iraníes, la Asociación Económica del Medio Oriente y los Defensores de los Derechos de los Trabajadores se manifestaron en contra de su arresto.
Raisdana murió a los setenta y cinco años el 16 de marzo de 2020 debido a complicaciones de COVID-19 en el hospital de Teherán Pars. Había estado en el hospital durante los últimos seis días.

## Publicaciones
Fue autor de numerosos artículos y libros, incluidos Applied Development Economics; Money and Inflation; Political Economy of Development, and Globalization.